# Panurginus atramontensis
Panurginus atramontensis är en biart som beskrevs av Crawford 1926. Panurginus atramontensis ingår i släktet bergsbin, och familjen grävbin. Inga underarter finns listade i Catalogue of Life.